# Anne Hoarau
Pour les articles homonymes, voir Hoarau.
Anne Hoarau est une joueuse de kayak-polo internationale française, née le 27 août 1991.
Elle participe en 2008, et depuis 2004, au championnat de France N1F dans l'équipe du Niagara Canoë Kayak Club.

## Sélections
Sélections en équipe de France senior
- Championnats du monde 2004 : Médaille de bronze[2]
- Championnats d'Europe 2005 : Médaille de bronze[3]
- Championnats d'Europe 2007 : Médaille d'argent [4]
- Championnats du monde 2008 : Médaille de bronze[5]